# Železniki
Železniki – miasto w Słowenii, siedziba gminy Železniki. W 2018 roku liczyło 2959 mieszkańców.